# California State University
California State University (CSU) er et statstligt universitetssystem i Californien, USA. CSU består af 23 campusser med til sammen 417.000 studerende, hvilket gør det til USA's største universitetssystem målt på antallet af indskrevne. Universitetet udbyder i alt over 1.800 uddannelser fordelt på 240 fag.
Universitetet blev grundlagt i 1857 og fokuserer i modsætning til det mere elite- og forskningstunge University of California på grundlæggende og professionsrettede uddannelser på bachelor- og masterniveau. Som konsekvens heraf tildeler CSU ikke doktorgrader. CSU uddanner omkring 60 procent af lærerne i Californien. 